# 伯奧克鎮區 (愛荷華州溫納希克縣)
伯奧克鎮區（英語：Burr Oak Township）是位於美國愛荷華州溫納希克縣的一個行政鎮區。

## 地方資料
根據2010年美國人口普查的數據，伯奧克鎮區的面積為77.51平方千米，當中陸地面積為77.45平方千米，而水域面積為0.06平方千米。當地共有人口487人，而人口密度為每平方千米6.28人。